# Drahanovice
Drahanovice település Csehországban, a Olomouci járásban. Drahanovice Těšetice, Slatinice, Pěnčín, Slatinky, Laškov, Náměšť na Hané, Čechy pod Kosířem és Loučany településekkel határos. Lakosainak száma 1845 fő (2024. január 1.).

## Népesség
A település lakosságának változását az alábbi diagram mutatja:
| Lakosok száma | 1460 | 1782 | 1988 | 1901 | 1743 | 1700 | 1687 | 1684 | 1798 | 1845 |
|               | 1869 | 1890 | 1921 | 1950 | 1980 | 2001 | 2017 | 2019 | 2022 | 2024 |